# 물회
물회는 잘게 썬 해산물과 채소를 양념하여 찬 물을 부어 먹는 회 요리이다. 생선회 대신 멍게나 전복같은 어패류를 넣기도 하며 여기에 상추, 양파, 고추 등의 각종 채소가 들어가고 배를 넣어 먹기도 한다. 양념엔 된장, 고추장, 식초, 다진 마늘 등이 들어가는데 들어가는 재료들은 지역과 개인 취향마다 조금씩 다르다. 이와 구별하기 위해 그냥 썰어놓은 회를 강회라고 부르기도 한다.

## 역사
일이 바쁜 어부들이 배 위에서 식사를 간편하게 해결하기 위해 고추장이나 된장에 무친 회를 물에 부어 마시듯이 먹었던 것에서 유래하였다. 이후 1960년대부터 관광객의 입맛에 맞춰 외식 메뉴화 하기 시작했는데, 허복수 씨가 포항시 덕산동에서 ‘영남물회’를 열고 물회를 팔기 시작한 것이 원조로 알려져 있다.

## 지역별 물회
물회는 주로 바다가 인접한 지역에서 발달하였으며, 각 지역의 특산물인 해산물을 넣는 것이 특징이다.

### 강원도
주로 오징어가 들어가며, 물 대신 육수를 넣는데, 육수가 미리 부어져 나오는 것이 특징이다. 주로 고추장을 비벼먹는다. 식초를 넣어먹기도 한다.

### 제주도
자리돔이나 한치가 들어가며, 된장을 비벼 먹는 것이 특징이다. 제주도의 물회는 원래 무더운 여름에 먹을 것이 없을 때 먹던 구황식이였다고 한다.

### 경상도
양념을 만드는 부분에서 경상남도와 경상북도가 서로 다른데, 경상남도는 된장을, 경상북도는 고추장을 주로 쓴다.

## 사진 갤러리

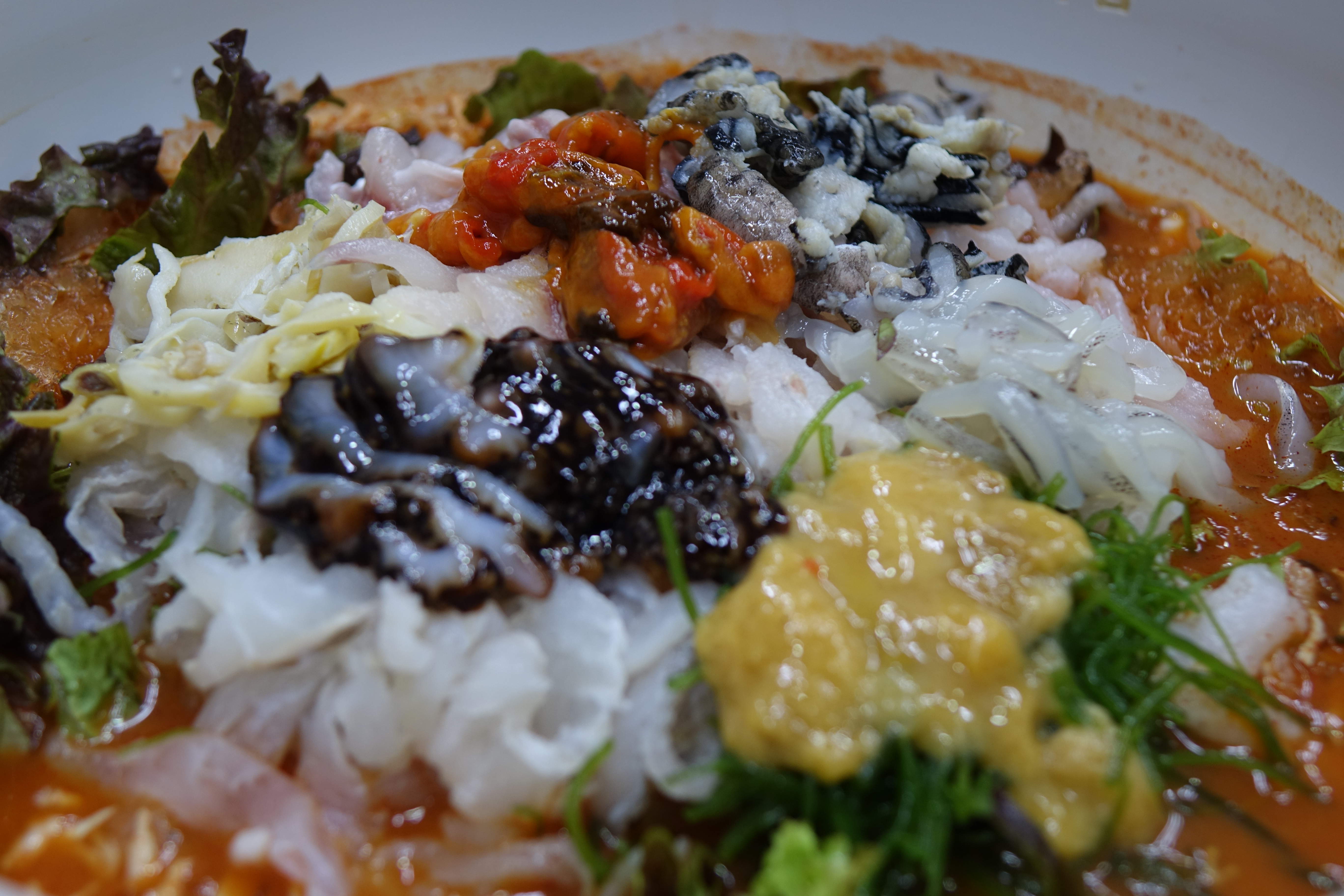
물회
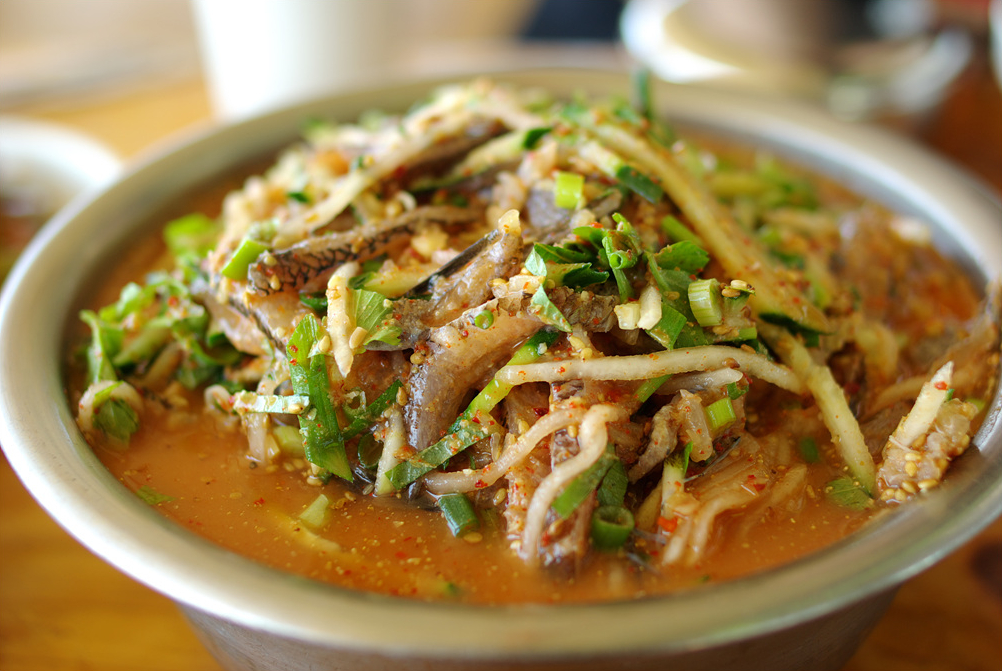
자리돔물회
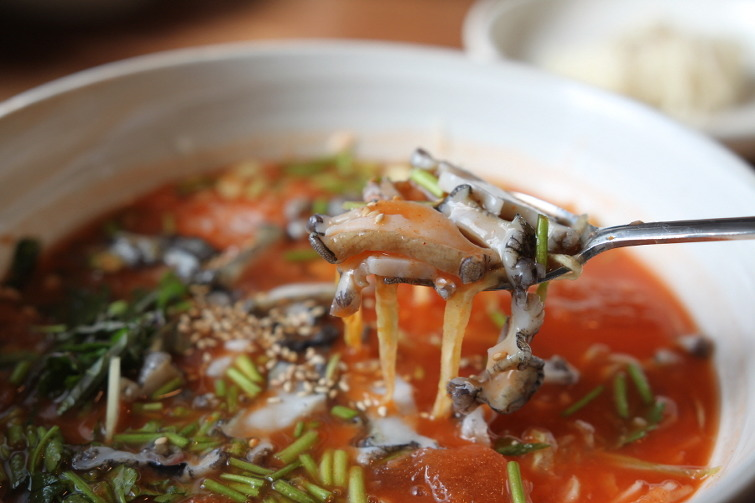
전복물회
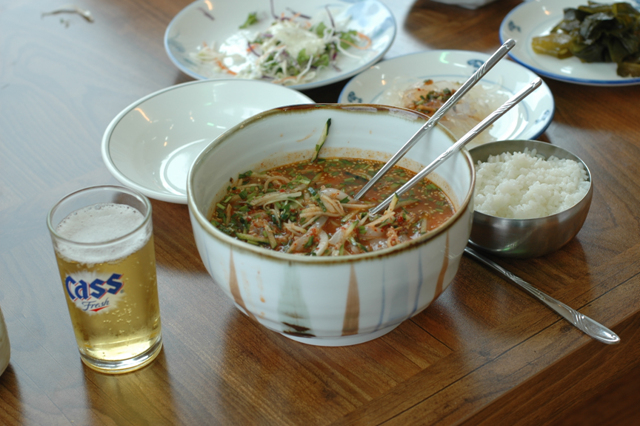
한치물회